# Phoenix Baia Mare
Phoenix Baia Mare (mai târziu FC Carpați Baia Mare) a fost un club de fotbal din Baia Mare, România fondat în 1932 și desființat în 2000. A avut 3 sezoane în Divizia A.
Clubul aparținea de Fabrica de Chimice din Baia Mare. Primii conducători au fost, Petru Wider (Președinte), Ștefan Vadász (Director sportiv) și Alex Cireșa (Secretar general).

## Istorie
În sezonul 1932-1933 echipa a început în campionatul județean. În august 1933 a fost inaugurat Stadionul Phoenix și în vara anului 1934 echipa a ajuns în sferturile Cupei României, fiind eliminată de AMEFA Arad (0-1). A participat la prima ediție a Diviziei B (1934–1935) și a terminat pe locul 3 cu următoarea echipă: Ferencz (Szabó) - Ardos, Holzmann - Man, Sava, Kert - Bojtas, I. Prassler, Freiberg, Pfeiffer, Iovicin (Szeremi II). Clubul a pierdut meciurile din play-off, ratând promovarea în Divizia A. Situația se repetă următorul sezon, dar a treia oară, la sfârșitul sezonului 1936-37 a terminat Divizia B pe primul loc și a promovat direct. Componența echipei era: Ferencz, Szabó - Ardos, Holzmann, Man, Sava, Kert, Farkas, E. Prassler, Szeremi III, Freiberg, Szeremi II, Szeremi IV, Șt. Baskov, Iacobovits.
În Divizia A 1937-1938, Phoenix termină pe locul 5. Antrenorul era: Rudolf Jenny, iar echipei i s-au alăturat Telegdy și Sikola.
Următorul sezon, 1938-39, echipa ia numele Carpați Baia Mare (Al. Pop - președinte), terminând pe locul al 7-lea, la fel și în sezonul 1939-40.
În perioada 1941-1944 echipa a jucat în a doua divizie maghiară.
După Al Doilea Război Mondial, echipa își schimbă numele înapoi în Phoenix și joacă în 1946 un play-off pentru un loc în Divizia B împotriva echipei Minaur Baia Mare. Antrenor era Edmund Nagy iar echipa utilizată: Czaczar - Lezniczki, Ardos - Magyeri, Molnár (Formanek) - Moskovits, Gallis IV, Fr. Závoda I, Dallos (Bodocs), Balogh. A câștigat play-offul și a intrat în al doilea eșalon.
În vara anului 1948 a participat la București într-un play-off pentru promovarea în primul eșalon, dar nu câștigă. Imediat după acest meci a fuzionat cu Minaur Baia Mare, rezultând clubul FC Baia Mare, care este și astăzi.
Dar fabrica a avut o echipă Cuprom (în 1964-65 Topitorul și până în 1974 Chimistul) care a jucat în Divizia C. În 1993 clubul a promovat în Second Division, și a revenit la numele Phoenix, dar retrogradează în 1995. A jucat în Divizia C până în 2000 când a fost desființată.

## Palmares

### Național
```
 
Liga I
```

- Locul 5 (1): 1937–38

```
 
Liga II
```

Campioană (4): 1934–35, 1935–36, 1936-37, 1947–48
```
 
Liga III
```

Campioană(1): 1992–1993
```
 
Cupa României
```

Sferturi (1): 1933-34